# Stigmella albilamina
Espèce
Stigmella albilamina est une espèce de lépidoptères (papillons) de la famille des Nepticulidae, de la sous-famille des Nepticulinae. Elle est endémique du Belize.

## Systématique
Stigmella albilamina a été décrite par Rimantas Puplesis (d) et Gaden Sutherland Robinson (d) en 2000.